# Bitwa pod Warszawą i Iwangorodem
Bitwa pod Warszawą i Iwangorodem (Dęblinem) – bitwa stoczona od 28 września do 8 listopada 1914 w czasie operacji obronno-zaczepnej podczas I wojny światowej między siłami rosyjskimi Frontu Północno-Zachodniego i Frontu Południowo-Zachodniego przeciwko wojskom niemiecko-austriackim. W okresie bitwy doszło do kilku bombardowań Warszawy przez niemieckie sterowce.

## Plany stron
Po klęsce Austro-Węgier w bitwie galicyjskiej armia rosyjska wyruszyła na Śląsk i Poznań. Armia niemiecka przyszła z pomocą sprzymierzonym, przerzucając część swoich sił na Śląsk. Dowództwo niemieckie postanowiło wyruszyć z rejonu Krakowa, Piotrkowa i Częstochowy na Iwangorod i na Warszawę. Plan przewidywał użycie sił 1. Armii austro-węgierskiej i 9. Armii niemieckiej pod dowództwem Augusta von Mackensena (ponad 290 tysięcy bagnetów, 20 tysięcy szabel i 1 600 dział), które miały wykonać uderzenie na północne skrzydło rosyjskiego Frontu Południowo-Zachodniego.
Rosjanie w celu wtargnięcia w głąb Niemiec postanowili przegrupować 4., 5. i 9. Armię Frontu Południowo-Zachodniego z Sanu na Wisłę i 2. Armię Frontu Północno-Zachodniego pod Warszawę. Przegrupowanie planowano wykonać rokadami po prawym brzegu Wisły.

## Siły stron
Wojska rosyjskie:
- 2. Armia: I, II, IV, XIII Korpusy Armijne, 2 Syberyjski Korpus Armijny i I Korpus Kawalerii, Kaukaska Dywizja Kawalerii i Dywizja Kozaków Gwardii, 79. i 50. Dywizje Piechoty (później 5 Syberyjski Korpus Armijny). Łącznie 12 dywizji piechoty i 5 dywizji kawalerii, 148 tysięcy bagnetów, 18 tysięcy szabel i 600 dział.
- 5. Armia: 1 Syberyjski Korpus Armijny, V i XIX Korpusy Armijne, 5. Dywizja Kozaków Dońskich i 1. Turkiestańska Brygada Kozaków. Razem 6 dywizji piechoty i półtora dywizji kawalerii, 75 700 bagnetów, 7 500 szabel i 337 dział.
- 4. Armia: III Kaukaski, XVI i XVII Korpusy Armijne, Korpus Grenadierów, Uralska Dywizja Kozaków i Zabajkalska Brygada Kozaków. Razem 10 dywizji piechoty i 2 dywizje kawalerii: 96 400 bagnetów, 12 tysięcy szabel i 605 dział. Dowódca – generał Aleksiej Ewert.
- 9. Armia: XIV, XVIII, XXV Korpusy Armijne, Korpus Gwardii, 80. Dywizja Piechoty, 1. Dońska, 2. Kaukaska i 13. Dywizje Kawalerii. Łącznie 12 dywizji piechoty i 3 dywizje kawalerii. Dowódca – generał Płaton Leczicki.
- Warszawski Rejon Umocniony: 2 dywizje piechoty i około pół dywizji kawalerii. Razem 30 tysięcy bagnetów, 1 500 szabel i 216 dział.
  - Razem: 470 tysięcy bagnetów, 50 tysięcy szabel i 2 400 dział. Wojska podchodziły i były wprowadzane etapami.

Wojska niemieckie:
- 9. Armia: XI, XVII i XX Korpusy Armijne, Rezerwowy Korpus Gwardii, Korpus Kombinowany Frommela, Korpusu Landwery Woyrscha, dwie Samodzielne Brygady z Twierdzy Toruń i 8. Dywizja Kawalerii. Razem – 135 600 bagnetów, 10 400 szabel i 956 dział. Dowódca – generał August von Mackensen.

Wojska austro-węgierskie:
- 1. Armia: I, V, X Korpusy Armijne, 38. Dywizja Piechoty i 106. Dywizja Landsturmu, 2., 3., 6., 7. i 9. Dywizje Kawalerii. Razem 155 tysięcy bagnetów, 10 tysięcy szabel i 666 dział. Dowódca – generał Victor Dankl.

## Bitwa
Na cztery dni przed niemiecką ofensywą w celu przykrycia Wisły 5., 4. i 9. Armie rosyjskie zostały zdjęte z linii obrony nad rzeką San, przegrupowane na północ i rozmieszczone wzdłuż Wisły, od północy i południa Iwangorodu. 2. Armia została wzmocniona trzema syberyjskimi korpusami stacjonującymi do tej pory nad rzeką Narew, skoncentrowana w rejonie Warszawy.
28 września 9. Armia Paula Von Hindenburga rozpoczęła ofensywę na Warszawę i Iwangorod. 8 października wojska niemieckie wyszły na Wisłę na odcinku Sandomierz, Iwangorod, gdzie natknęły się na nowo utworzony front rosyjski z sił 4. i 9. Armii. Niemcy stworzyli Grupę Operacyjną generała Mackensena, która z rubieży Radom, Kalisz skierowano na Warszawę i Iwangorod. 12 października Niemcom udało się zająć cały lewy brzeg Wisły do Warszawy. Rosjanie utrzymali przyczółki w Iwangorodzie i Warszawie oraz przyczółek w Kozienicach, który broniła część 3. Kaukaskiego Korpusu 4. Armii, którego Niemcom nie udało się odrzucić za rzekę.
7 października do ataku na Warszawę dołączył XVII korpus armijny, pod dowództwem generała Mackensena. Po trzech dniach walk pod Grójcem (około 40 kilometrów od Warszawy) XVII korpus  Agusta Von Mackensena pokonał 2. Syberyjski Korpus pod dowódzwtem Siergieja Schiedmanna, który poniósł znaczne straty. Na pomoc 1. Korpusowi skierowano 1. Dywizję Strzelców, która zamknęła Niemcom drogę do Warszawy. 10 października dowódca Frontu Zachodniego generał Nikołaj Iwanow zarządził przejście do ofensywy. 4. i 5. Armia rosyjska zaczęły forsować Wisłę, a 2. Armia została skierowana na zachód od Warszawy. Generał (od 1 listopada feldmarszałek) Paul von Hindenburg, wprowadzając do walki Rezerwowy Korpus Gwardii, próbował w ciągu 10 dni przeciwstawić się forsowaniu Wisły przez 4. Armię, ale 20 października Rosjanie przeprawili 17. i 3. Kaukaski Korpus i rozpoczęli natarcie. 23 października zagrożona okrążeniem 9. Armia niemiecka została wycofana, co zmusiło wojska niemieckie do zaprzestania oporu na pozycjach pod Kozienicami.
Hindenburg przekazał kierunek iwangorodzki 1. Armii austro-węgierskiej. Austriacy próbowali zlikwidować przyczółek kozienicki, lecz zostali rozbici w boju spotkaniowym. 21 października armia rosyjska wykonywała manewr od Kozienic i Iwangorodu na lewym brzegu Wisły w kierunku Radomia. 26 października Niemcy wzmocnili Austriaków rezerwami, które posuwały się do Pilicy. 1. Armia generała Dankla została rozbita i 27 października zmuszona do wycofania. W czasie operacji doszło do odsłonięcia skrzydła i kontrataku 9. Armii rosyjskiej. 8 listopada 1914 wojska rosyjskie wyszły na linie: Uniejów, Przedbórz, Miechów, Koszyce, na czym zakończyły operację, ze względu na oderwanie się sił operacyjnych od tyłów na około 150 kilometrów. Paul von  Hindenburg wydał rozkaz zaprzestania walk i wycofania się na pozycje wyjściowe. 
Operacja warszawsko-iwangorodzka była jedną z największych operacji I wojny światowej. Po raz pierwszy w historii sztuki wojennej doszło do użycia sił dwóch frontów. Bitwa zerwała plany strategiczne wojsk niemieckich na froncie wschodnim i zmusiła Niemców do wycofania i przerzucenia wojsk z frontu zachodniego na front wschodni. W wyniku operacji doszło do nierozstrzygniętej bitwy pod Łodzią.